# Pęckowo (powiat szamotulski)
Pęckowo – wieś w Polsce położona w województwie wielkopolskim, w powiecie szamotulskim, w gminie Obrzycko.

## Historia
Wieś pierwotnie związana była z Wielkopolską. Ma metrykę średniowieczną i istnieje co najmniej od pierwszej połowy XIV wieku. Po raz pierwszy odnotowana została w łacińskim dokumencie z 1337 "Penczkow", 1442 "Panczkowo", 1495 "Paczkowo", 1568 "Peczkowo".
Miejscowość była początkowo własnością szlachecką w dobrach Szamotuły należącą do Szamotulskich i ich bezpośrednich spadkobierców: Broniewskich oraz Rokossowskich, a także do Górków z rodu Awdańców. W 1495 wieś leżała w powiecie poznańskim województwa poznańskiego w Koronie Królestwa Polskiego i prawdopodobnie jak okoliczne wsie należała do parafii św. Stanisława w Szamotułach.
Pierwsze zapis z 1337 odnotowuje świadka Stanisława z Pęckowa jednak historycy nie są pewni czy chodzi na pewno o to Pęckowo. W 1442 odnotowany został pracownik Jakub z Pęckowa. Wierzbięta z Rozbitka zapłacił kary, bo, pozwany przez niego, nie stanął w sądzie. W latach 1495-1496 kasztelan kaliski Andrzej z Szamotuł dał córce Katarzynie w użytkowanie połowę dóbr Szamotuły, w tym m.in. połowę Pęckowa, na tak długo, dopóki nie wypłaci jej posagu w wysokości 2000 grzywien.
W XVI wieku wieś należała częściowo do Górków, a także do spadkobierców Szamotulskich: Broniewskich i Rokossowskich. W 1568 wnuk Katarzyny wojewoda poznański Łukasz Górka sprzedał z zastrzeżeniem prawa odkupu Mikołajowi Borkowi Gostyńskiemu połowę dóbr Szamotuły, w tym m.in. połowę Pęckowa za 16000 złotych.
Wieś Pęckowo nie figuruje w rejestrach poborowych z XVI wieku. W 1577 odnotowana została łąka pęckowska. W latach 1579, 1600, 1602, 1615 wieś notowana jako opuszczona. Pusta wieś Pęckowo, do połowy XVIII wieku wymieniana była zawsze łącznie z wsią Gaj Mały. Na jej miejscu w drugiej połowie XVIII wieku powstał folwark należący do wsi Kobylniki koło Szamotuł. Dzisiejsza wieś Pęckowo prawdobnie stanowi kontynuację tego folwarku. Nie ma jednak pewności, czy dokładnie w tym samym miejscu leżała wieś średniowieczna.
Wskutek II rozbioru Polski w 1793, miejscowość przeszła pod władanie Prus i jak cała Wielkopolska znalazła się w zaborze pruskim.
W latach 1975–1998 miejscowość administracyjnie należała do województwa poznańskiego.
Wieś położona przy linii kolejowej nr 351.
Znajduje się tu dworek bezstylowy z początku XX w. Część jego pomieszczeń zajmują placówki kulturalno-oświatowe, reszta stanowi mieszkania. Obok dworku rośnie bardzo zniszczony park.

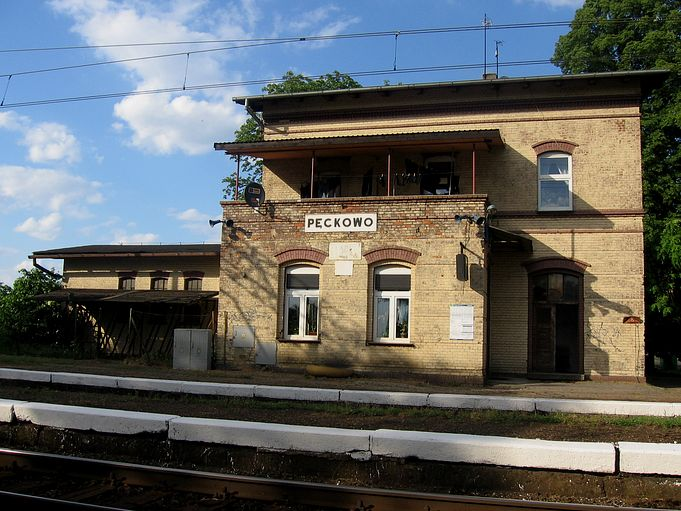
Stacja kolejowa w Pęckowie
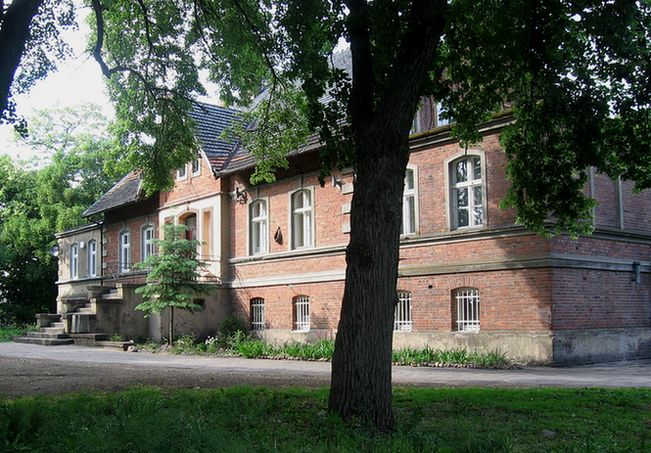
Dworek z początku XX w.